# Nassau Bay
Nassau Bay è un centro abitato degli Stati Uniti d'America situato nella contea di Harris dello Stato del Texas.
La popolazione era di 4 002 persone al censimento del 2010.

## Geografia fisica
Nassau Bay è situata a 29°32′40″N 95°05′22″W (29.544463, -95.089558), al confine con il bordo sud-orientale della città di Houston. Si trova nella zona di Clear Lake, vicino a Galveston Bay, adiacente al Lyndon B. Johnson Space Center.
Secondo lo United States Census Bureau, ha un'area totale di 1,7 miglia quadrate (4,4 km²), di cui 1,3 miglia quadrate (3,4 km²) di terreno e 0,4 miglia quadrate (1,0 km²), o 22,81%, d'acqua.

## Società

### Evoluzione demografica
Secondo il censimento del 2000, c'erano 4 170 persone, 2 049 nuclei familiari e 1 213 famiglie residenti nella città. La densità di popolazione era di 3 146,0 persone per miglio quadrato (1 210,6/km²). C'erano 2 243 unità abitative a una densità media di 1 692,2 per miglio quadrato (651,1/km²). La composizione etnica della città era formata dall'89,64% di bianchi, il 3,91% di asiatici, 2,23%of multi-racial background, l'1,87% di afroamericani,1.68% di altre razze, lo 0,50% di nativi americani, e lo 0,17% di isolani del Pacifico. Ispanici o latinos erano il 6,28% della popolazione.
C'erano 2 049 nuclei familiari di cui il 17,5% aveva figli di età inferiore ai 18 anni, il 49,5% aveva coppie sposate conviventi, il 7,0% aveva un capofamiglia femmina senza marito, e il 40,8% erano non-famiglie. Il 35,0% di tutti i nuclei familiari erano individuali e il 9,9% aveva componenti con un'età di 65 anni o più che vivevano da soli. Il numero di componenti medio di un nucleo familiare era di 2,04 e quello di una famiglia era di 2,59.
La popolazione era composta dal 15,3% di persone sotto i 18 anni, il 6,8% di persone dai 18 ai 24 anni, il 25,4% di persone dai 25 ai 44 anni, il 34,4% di persone dai 45 ai 64 anni, e il 18,1% di persone di 65 anni o più. L'età media era di 47 anni. Per ogni 100 femmine c'erano 97,3 maschi. Per ogni 100 femmine dai 18 anni in giù, c'erano 97,3 maschi.
Il reddito medio di un nucleo familiare era di 57 353 dollari e quello di una famiglia era di 77 252 dollari. I maschi avevano un reddito medio di 52 295 dollari contro i 38 819 dollari delle femmine. Il reddito pro capite era di 39 113 dollari. Circa il 3,0% delle famiglie e il 4,5% della popolazione erano sotto la soglia di povertà, incluso il 6,3% di persone sotto i 18 anni e il 4,8% di persone di 65 anni o più.

## Gemellaggio
Nassau Bay è gemellata con la Città delle Stelle in Russia, vicino a Mosca, sede del famoso centro di ricerca spaziale.